# Teoría marxista de la alienación
La teoría marxista de la alienación (en alemán: Entfremdung) es la interpretación antropológica del concepto psicológico y sociológico de alienación. Dicha interpretación considera que el trabajador, desde el punto de vista capitalista, no es una persona en sí misma sino una mercancía —llamada fuerza de trabajo— que puede representarse en su equivalente dinerario, es decir, el trabajador es una determinada cantidad de dinero utilizable, como mano de obra, para la multiplicación del mismo. La "Enciclopedia de Marxists Internet Archive" define la alienación como «el proceso por el cual las personas se vuelven ajenas al mundo en el que viven».
Karl Marx, quien fue fuertemente influido por el filósofo griego Epicuro al tomar un tema revelador para su tesis doctoral: Diferencia entre la filosofía de la naturaleza de Demócrito y la de Epicuro. Toma el término y lo aplica al materialismo; en concreto a la explotación del proletariado y a las relaciones de propiedad privada. En su enfoque, denominó alienación a las distorsiones que causaba la estructura de la sociedad capitalista en la naturaleza humana. Aunque era el actor el que padecía la alienación en la sociedad capitalista, Marx centró su análisis en las estructuras del capitalismo que causaban tal alienación. 
En los Manuscritos económicos y filosóficos de 1844, Marx expresó la teoría Entfremdung, del alejamiento del yo. Filosóficamente, la teoría de Entfremdung se basa en La esencia del cristianismo (1841) de Ludwig Feuerbach, que afirma que la idea de un dios sobrenatural ha enajenado las características naturales del ser humano. Además, Max Stirner amplió el análisis de Feuerbach en El único y su propiedad (1845) de que incluso la idea de "humanidad" es un concepto alienante para que los individuos lo consideren intelectualmente en toda su implicación filosófica. Marx y Friedrich Engels respondieron a estas proposiciones filosóficas en La ideología alemana (1845).
La base teórica de la alienación dentro del modo de producción capitalista es que el trabajador pierde invariablemente la capacidad de determinar la vida y el destino cuando se le priva del derecho a pensar (concebirse) a sí mismo como el director de sus propias acciones; determinar el carácter de dichas acciones; para definir relaciones con otras personas; y poseer esos artículos de valor de bienes y servicios, producidos por su propio trabajo. Si bien el trabajador es un ser humano autónomo y autorrealizado, como entidad económica este trabajador está dirigido a metas y desviado a actividades que son dictadas por la burguesía –dueña de los medios de producción– para extraer del trabajador la máxima cantidad de plusvalía en el curso de la competencia empresarial entre industriales. 
Actualmente, como la mayoría de los conceptos filosóficos e instituciones sociales, la alienación —como categoría analítica— se encuentra en una crisis teórica debido a las profundas transformaciones sociales que han dado paso a la sociedad posindustrial. El desarrollo de la sociedad ha complicado el análisis de los mecanismos sociales de alienación dirigiéndolos hacia nuevas y más sutiles formas que precisan ser estudiadas. Entre los autores inspirados por Marx, que efectúan ese análisis, destaca, por ejemplo, Herbert Marcuse.

## La alienación o contradicción
Para Marx y Engels, la característica principal de la naturaleza humana es la transformación de la naturaleza, el trabajo. “El trabajo es, en primer lugar, un proceso entre el hombre y la naturaleza, un proceso en que el hombre media, regula y controla su metabolismo con la naturaleza”. Al actuar sobre la naturaleza, el hombre la modifica y se modifica a sí mismo. Esto implica una facultad de representación por parte de las personas en su trabajo. No obstante, el trabajo bajo el capitalismo pasó a ser para el obrero una maldición en lugar de ser una necesidad o una fuente de alegría para autorrealizarse.
En su teoría de la alienación, Karl Marx, el cual en distintas obras, sobre todo en sus Manuscritos económicos y filosóficos de 1844 hizo con suma profundidad el problema de la alienación, parte de que ésta caracteriza las contradicciones de un determinado nivel de desarrollo de la sociedad. Relaciona la alienación con la existencia de la propiedad privada y de la división antagónica del trabajo. Entendida de este modo, la alienación abarca toda la actividad humana, pues cada tipo de dicha actividad se convierte en monopolio de un grupo aislado de personas, cuyo hacer es extraño a todos los demás miembros de la sociedad. 
Para Karl Marx, el hombre es un ser natural, es decir, el hombre es un ente que necesita estar en contacto directo con la naturaleza para poder satisfacer sus necesidades. La relación del hombre con la naturaleza es esencial, ya que desde el punto de vista objetivo, el hombre es físicamente sensible y limitado, y por tanto es un ser pasivo y dependiente, tal como los animales y las plantas, es decir los objetos en la naturaleza que existen fuera e independientemente de él, le son indispensables porque son objetos de su necesidad. Esta relación del hombre con la naturaleza no representa una alienación, sino una relación esencial y directa entre ellos, es decir es una relación vital. La alienación surge, cuando el producto del trabajo del hombre, en lugar de satisfacer sus necesidades, se vuelve algo ajeno, es decir el producto cobra una existencia totalmente independiente del hombre que fue quien la produjo, una vez que ese producto cobra su independencia, se genera el trabajo alienado, a través del cual el hombre se vuelve esclavo cada vez más y más de las cosas que produce. Es decir, mientras más produce y mayor es su actividad, el trabajador tendrá menos, su vida ya no le pertenecerá a él, sino al objeto, el objeto cobra vida propia y se opone al trabajador de forma autónoma. Marx hace una analogía, con la religión basado en los estudios de alienación de Feuerbach, y explica que el mismo proceso se da cuando el hombre religioso se subordina a su dios (idea abstracta del mismo). En esta etapa, ya no existe la misma relación que tiene el hombre con la naturaleza, pues esta etapa es el resultado de la estructura de la propiedad privada, en la cual se acumulan productos y se instaura la división del trabajo, de allí se tiene que el trabajo alienado es el resultado de la propiedad privada y la propiedad privada el resultado del trabajo alienado. Posteriormente entre 1845 y 1846 en La ideología alemana, acotaría que de la división del trabajo se deriva la propiedad y el trabajo alienado.
Para Marx el capitalista compra con dinero el trabajo de los demás y los obreros cambian la fuerza de trabajo, es decir, su mercancía, por la mercancía del capitalista, es decir, la paga o salario. La fuerza de trabajo para el obrero es su actividad vital que le asegura los medios necesarios para subsistir. El obrero es libre de cambiar de capitalista, es libre de trabajar, pero no puede desprenderse de la clase de los capitalistas, a quienes se ha alquilado, sin renunciar a su existencia misma. El trabajador no recoge el valor de lo que produce, es decir, la plusvalía, y esta explotación lo priva de sus herramientas artesanales. Por causa de esta división del trabajo ignora lo que está produciendo y eso significa que está fragmentado, o alienado.

La venta es la práctica de la enajenación. Así como el hombre, mientras permanece sujeto a las ataduras religiosas, sólo sabe objetivar su esencia convirtiéndola en un ser fantástico ajeno a él, así también sólo puede comportarse prácticamente bajo el imperio de la necesidad egoísta, sólo puede producir prácticamente objetos, poniendo sus productos y su actividad bajo el imperio de un ser ajeno y confiriéndoles la significación de una esencia ajena, del dinero.
Karl Marx (1843) Sobre la cuestión judía

En sus obras clásicas de las décadas de 1850 y 1860, Marx sustituye la categoría de alienación, que figuraba en sus primeros trabajos, por todo un sistema de conceptos, entre los cuales la alienación también aparece como característica concreta de las relaciones de producción del capitalismo.

## Tipos de alienación
El concepto marxista de alienación incluye cuatro componentes:

Hemos considerado el acto de la enajenación de la actividad humana práctica, del trabajo, en dos aspectos: 
1. la relación del trabajador con el producto del trabajo como con un objeto ajeno y que lo domina. Esta relación es, al mismo tiempo, la relación con el mundo exterior sensible, con los objetos naturales, como con un mundo extraño para él y que se le enfrenta con hostilidad;
2. la relación del trabajo con el acto de la producción dentro del trabajo. Esta relación es la relación del trabajador con su propia actividad, como con una actividad extraña, que no le pertenece.

[...]
El trabajo enajenado, por tanto:
3. Hace del ser genérico del hombre, tanto de la naturaleza como de sus facultades espirituales genéricas, un ser ajeno para él, un medio de existencia individual. Hace extraños al hombre su propio cuerpo, la naturaleza fuera de él, su esencia espiritual, su esencia humana.
4. Una consecuencia inmediata del hecho de estar enajenado el hombre del producto de su trabajo, de su actividad vital, de su ser genérico, es la enajenación del hombre respecto del hombre. Si el hombre se enfrenta consigo mismo, se enfrenta también al otro. Lo que es válido respecto de la relación del hombre con su trabajo, con el producto de su trabajo y consigo mismo, vale también para la relación del hombre con el otro y con trabajo y el producto del trabajo del otro.
Karl Marx, Manuscritos económicos y filosóficos, Primer Manuscrito: IV. El trabajo enajenado

Ernesto Castro llama a estos cuatro tipos de alienación como: fetichismo, enajenación, reificación y cosificación.

### Alienación del trabajador de su producción (Fetichismo)
El diseño del producto y cómo se produce no es determinado por los productores —los trabajadores— ni por los consumidores del producto —los compradores—, sino por la clase capitalista que, además de apropiarse de la manufactura, también se apropian del trabajo intelectual del ingeniero y del diseñador industrial que crean el producto, para satisfacer el gusto del consumidor de modo tal que compre bienes y servicios a un precio que garantice un máximo beneficio. Aparte de los trabajadores que no tienen control sobre el proceso de diseño y producción, la alienación —Entfremdung— describe ampliamente la conversión del trabajo—trabajo como actividad— que se realiza para generar un valor de uso —el producto—, en una mercancía, a la que se puede asignar un valor de cambio. Es decir, el capitalista gana el control de los trabajadores y los beneficios de su trabajo, con un sistema de producción industrial que convierte dicho trabajo en productos concretos —bienes y servicios— que satisfacen la demanda del consumidor. Por otra parte, el sistema de producción capitalista también reifica al trabajo en el concepto "concreto" de "trabajo" —trabajo como empleo—, por el cual se paga al trabajador salarios —a una tasa lo más baja posible— que mantienen una tasa máxima de rentabilidad de la inversión del capitalista; esto es un aspecto de la explotación, la actividad productiva se reduce únicamente a ganar el suficiente dinero para subsistir. Además, con un sistema reificado de producción industrial, el beneficio generado por la venta de los bienes y servicios que se podrían pagar a los trabajadores, es apropiada por las clases capitalistas: el capitalista funcional, que gestiona los medios de producción; y el rentista, dueño de los medios de producción.

La relación de intercambio entre el capitalista y el obrero, pues, se convierte en nada más que una apariencia correspondiente al proceso de circulación, en una mera forma que es extraña al contenido mismo y que no hace más que mistificarlo. La compra y venta constantes de la fuerza de trabajo es la forma. El contenido consiste en que el capitalista cambia sin cesar una parte del trabajo ajeno ya objetivado, del que se apropia constantemente sin equivalente, por una cantidad cada vez mayor de trabajo vivo ajeno. Originariamente, el derecho de propiedad aparecía ante nosotros como si estuviera fundado en el trabajo propio. Por lo menos habíamos tenido que admitir esta suposición, ya que sólo se enfrentaban poseedores de mercancías igualados ante el derecho, el medio para la apropiación de la mercancía ajena era solamente la enajenación de la mercancía propia, y ésta sólo podía producirse por el trabajo propio. La propiedad aparece ahora, de parte del capitalista, como el derecho a apropiarse de trabajo ajeno impago o de su producto; de parte del obrero, como la imposibilidad de apropiarse de su propio producto.
K. Marx El Capital, Libro primero, Volumen I, Sección VII, Cap. XXII, Transformación de plusvalor en capital.

Años más tarde en la Crítica del Programa de Gotha sostiene Marx que solo《en el seno de una sociedad colectivista, basada en la propiedad común de los medios de producción, los productores no cambian sus productos; el trabajo invertido en los productos no se presenta aquí, tampoco, como valor de estos productos, como una cualidad material, poseída por ellos, pues aquí, por oposición a lo que sucede en la sociedad capitalista, los trabajos individuales no forman ya parte integrante del trabajo común mediante un rodeo, sino directamente》.

#### Fetichismo de la mercancía

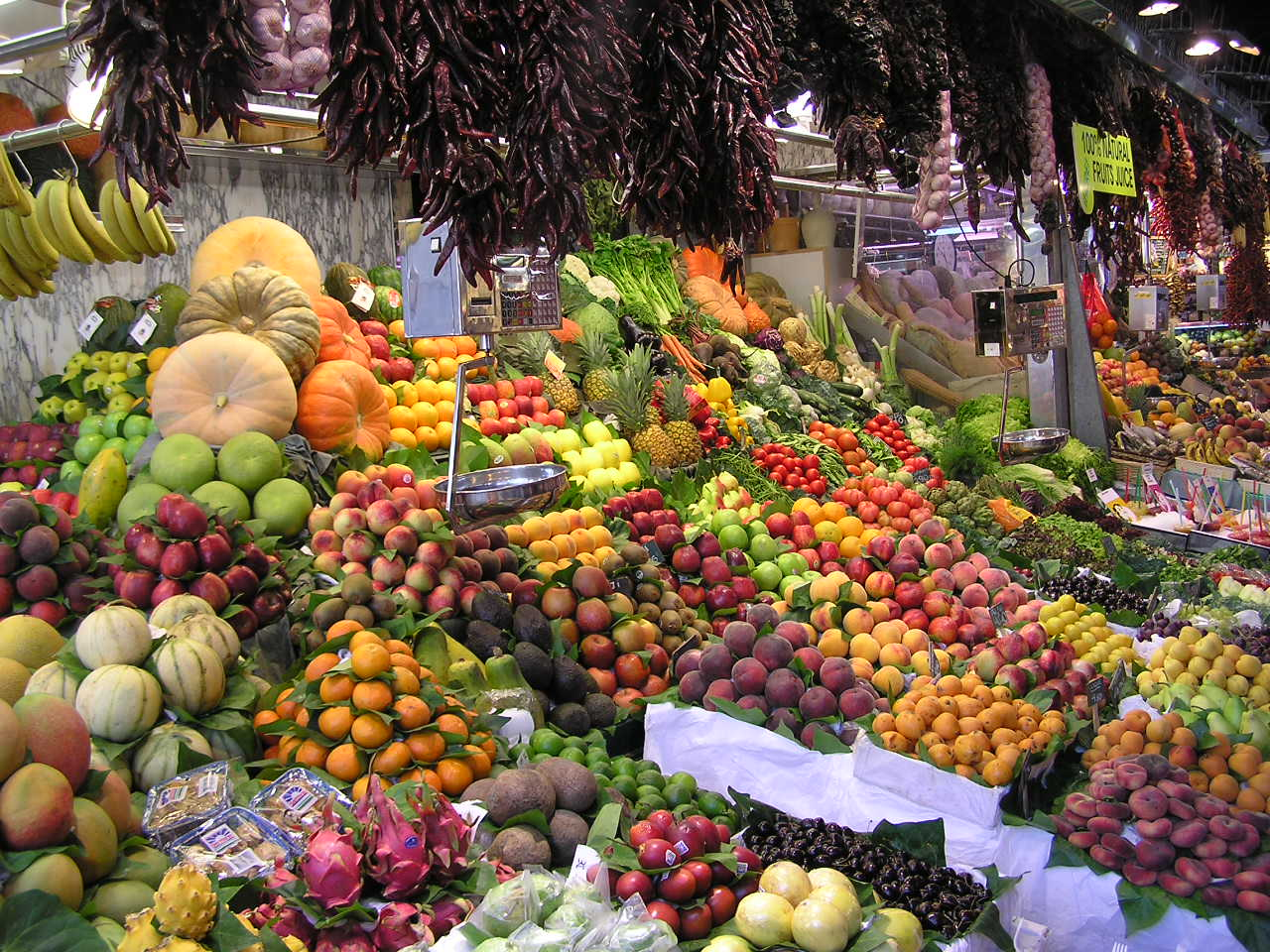
En el mercado, los productores y los consumidores solo se perciben mutuamente por medio del dinero y las mercancías que intercambian. El dinero es para Marx la mercancía más alienable y fetichizada.

El fetichismo de la mercancía (en alemán: Warenfetischismus) es un concepto creado por Karl Marx en su obra El Capital (1867) que describe la percepción de ciertas relaciones (especialmente la producción y el intercambio) no como relaciones entre personas, sino como relaciones sociales entre cosas (el dinero y las mercancías intercambiadas en el mercado). En la época de Marx, el término fetiche se usaba principalmente en relación con las religiones animistas. Marx traslada el concepto de fetiche a los fenómenos de la economía política. En una sociedad productora de mercancías, estas aparentan tener una voluntad independiente de quienes la produjeron, es decir, fantasmagórica. Es la ocultación de la explotación que es sujeto el proletario, al presentarse las mercancías ante los consumidores sin que ellos observen la explotación (plusvalía).

El carácter misterioso de la forma mercancía estriba, por tanto, pura y simplemente, en que proyecta ante los hombres el carácter social del trabajo de éstos como si fuese un carácter material de los propios productos de su trabajo, un don natural social de estos objetos y como si, por tanto, la relación social que media entre los productores y el trabajo colectivo de la sociedad fuese una relación social establecida entre los mismos objetos, al margen de sus productores
K. Marx El Capital, Libro primero, Volumen I, Sección I, Cap. I, La Mercancía.

En este fetichismo de la mercancía, describe Michael Heinrich, son "inversiones que no surgen de la manipulación de la clase dominante, sino de la estructura de la sociedad burguesa y de la actividad que reproduce constantemente esta estructura". El valor económico se percibe como algo que surge y reside dentro de las mercancías mismas, y no de la serie de relaciones interpersonales que producen la mercancía y evolucionan su valor de cambio. Como dice Slavoj Žižek en Menos que nada: la "lógica del valor de cambio sigue su propio camino, su propia danza enloquecida, independientemente de las necesidades de la gente real". El resultado es la apariencia de una relación directa entre las cosas y no entre las personas, lo cual significa que las cosas (en este caso, las mercancías) asumirían el papel subjetivo que corresponde a las personas (en este caso, los productores de mercancías) y las personas el de las mercancías (fuerza de trabajo). Los "factores de producción" se "personifican" y las "relaciones de producción" se "cosifican".

Como valores, las mercancías son magnitudes sociales, es decir, algo absolutamente diferente de sus “propiedades” como “cosas”. Como valores, constituyen sólo relaciones de los hombres en su actividad productiva. [...] (E)s característico del trabajo basado en el intercambio privado que el carácter social del trabajo se “manifiesta” en una forma pervertida, como la “propiedad” de las cosas; que una relación social aparece como una relación entre cosas (entre productos, valores de uso, mercancías). Esta apariencia es aceptada como algo real por nuestro adorador del fetiche, y realmente cree que el valor de cambio de las cosas está determinado por sus propiedades como cosas, y es totalmente una propiedad natural de las cosas.
K. Marx Teorías sobre la plusvalía, Capítulo XX. Desintegración de la Escuela Ricardiana.

Este fetichismo está relacionado con el concepto de alienación de Marx, donde el objeto “cobra vida” y ocupa el lugar del sujeto, siendo para los demás ajeno la relación del productor con el producto.

La economía política oculta la alienación presente en la esencia del trabajo por el hecho de no considerar la relación inmediata entre el trabajador (el trabajo) y la producción.
K. Marx Manuscritos económicos y filosóficos de 1844.

### Alienación del trabajador de la actividad productiva (Enajenación)
En el modo de producción capitalista, la generación de productos —bienes y servicios— se realiza con una secuencia interminable de movimientos discretos, repetitivos, que ofrecen al trabajador poca satisfacción psicológica por "un trabajo bien hecho". Mediante la mercantilización, la fuerza de trabajo se reduce a salarios —un valor de cambio—; la alienación psicológica —Entfremdung— del trabajador se deriva de la relación inmediata entre su trabajo productivo y los salarios que le pagan por el trabajo. El trabajador está alienado de los medios de producción por dos formas; la coerción salarial y el contenido de producción impuesto. El trabajador está limitado al trabajo no deseado como un medio de supervivencia, el trabajo no es 《voluntario, sino forzado》, el trabajo en el modo de producción capitalista es trabajo forzado. El trabajador solo puede rechazar la compulsión salarial a expensas de su vida y la de su familia. La distribución de la propiedad privada en manos de los propietarios de la riqueza, combinada con la imposición de impuestos por parte del gobierno obliga a la clase proletaria a trabajar. 

Todos los métodos para desarrollar la producción se trastruecan en medios de dominación y explotación del productor, mutilan al obrero convirtiéndolo en un hombre fraccionado, lo degradan a la condición de apéndice de la máquina, mediante la tortura del trabajo aniquilan el contenido de éste, le enajenan al obrero las potencias espirituales del proceso laboral [...], transforman el tiempo de su vida en tiempo de trabajo, arrojan su mujer y su prole bajo la rueda de Zhaganat del capital.
K. Marx El Capital, Libro primero, Sección VII, Cap. 23, La ley general de la acumulación capitalista.

En El capital, Marx expresó que para la transformación del dinero en capital (dinero invertido para obtener ganancias mediante la plusvalía), el poseedor de dinero tiene que encontrar en el mercado de mercancías al "obrero libre" en dos sentidos: libre de poseer su fuerza de trabajo en cuanto mercancía, y libre de todas las cosas necesarias para la puesta en actividad de su fuerza de trabajo en cuanto a estar desprovisto de otras mercancías para vender.

Bajo este supuesto, la fuerza de trabajo, como mercancía, sólo puede aparecer en el mercado en la medida y por el hecho de que su propio poseedor --la persona a quien pertenece esa fuerza de trabajo-- la ofrezca y venda como mercancía. Para que su poseedor la venda como mercancía es necesario que pueda disponer de la misma, y por tanto que sea propietario libre de su capacidad de trabajo, de su persona. [...] Como persona tiene que comportarse constantemente con respecto a su fuerza de trabajo como con respecto a su propiedad, y por tanto a su propia mercancía, y únicamente está en condiciones de hacer eso en la medida en que la pone a disposición del comprador --se la cede para el consumo-- sólo transitoriamente, por un lapso determinado, no renunciando, por tanto, con su enajenación a su propiedad sobre ella.
K. Marx El Capital, Libro primero, Volumen I, Sección I, Cap. IV, La transformación del dinero en capital.

En un mundo capitalista nuestros medios de supervivencia se basan en el intercambio monetario, por lo tanto no tenemos otra opción que vender nuestra fuerza de trabajo y consecuentemente estar atados a las demandas del capitalista. 《En su trabajo, el trabajador no se afirma, sino que se niega; no se siente feliz, sino desgraciado; no desarrolla una libre energía física y espiritual, sino que mortifica su cuerpo y arruina su espíritu. Por eso el trabajador solo se siente en sí fuera del trabajo, y en el trabajo fuera de sí》.《El trabajo es externo al trabajador》, no es parte de su ser. Durante el trabajo se es miserable, infeliz y se agotan sus energías, el trabajo "mortifica su cuerpo y arruina su mente". El contenido, la dirección y la forma de la producción son impuestos por el capitalista. El obrero está siendo controlado y dicho qué hacer, ya que no poseen los medios de producción que no tienen voz en la producción, "el trabajo es externo al trabajador, es decir, no pertenece a su ser esencial". La mente debe ser libre y consciente, en cambio es controlada y dirigida por el capitalista, 《para el trabajador se muestra la exterioridad del trabajo en que este no es suyo, sino de otro, que no le pertenece; en que cuando está en él no se pertenece a sí mismo, sino a otro》, lo que significa que no puede crear libre y espontáneamente de acuerdo con su propia directiva, la forma y la dirección del trabajo pertenecen a otra persona.

### Alienación del trabajador de suGattungsweseno ser genérico (Reificación)

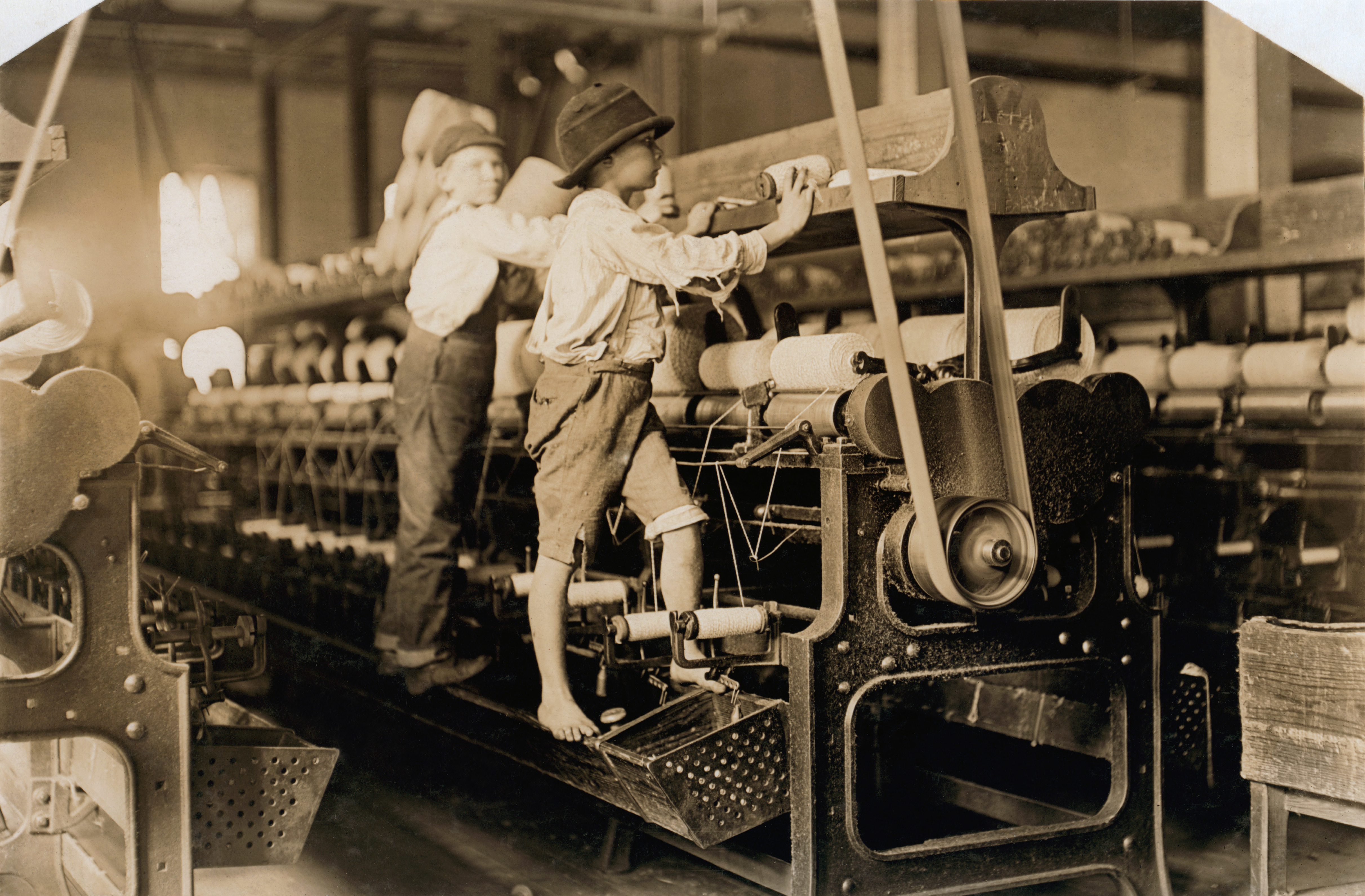
Niños trabajando en un telar en Macon, Georgia (1909). Según Marx, la extensión de la maquinaria y la división del trabajo convirtió a "hombres, mujeres y niños" en "meros instrumentos de trabajo, entre los cuales no hay más diferencia que la del coste."

El Gattungswesen —ser genérico—, la naturaleza humana, de los individuos no es discreta o separada de su actividad como trabajador; como tal el  ser genérico también comprende todo el potencial humano. Conceptualmente, en el término ser genérico describe la esencia mental humana que se caracteriza por una "pluralidad de intereses" y un "dinamismo psicológico", en el cual cada individuo tiene el deseo y la tendencia a participar de las muchas actividades que promueven la mutua supervivencia humana y el bienestar psicológico, por medio de conexiones emocionales con otras personas, con la sociedad. El valor psíquico de un ser humano consiste en ser capaz de concebir (pensar) los fines de sus acciones como ideas intencionales, que son distintas de las acciones requeridas para realizar una idea dada. Es decir, los seres humanos son capaces de objetivar sus intenciones, a través de una idea de sí mismos, como "sujeto", y una idea de lo que producen, "el objeto". A la inversa, a diferencia del ser humano, el animal no se objetiva a sí mismo, como "el sujeto", ni sus productos como ideas, como "objeto", porque un animal participa en acciones directamente autosuficientes que no tienen ni una intención futura, ni una intención consciente. Mientras que la Gattungswesen -naturaleza humana- de una persona no existe independientemente de actividades específicas condicionadas históricamente, la naturaleza esencial de un ser humano se actualiza cuando un individuo —en su circunstancia histórica— es libre de subordinar a sus exigencias externas que se han impuesto por su imaginación, y no a las exigencias externas impuestas a los individuos por otras personas.

La extensión de la maquinaria y la división del trabajo quitan a éste, en el régimen proletario actual, todo carácter autónomo, toda libre iniciativa y todo encanto para el obrero. El trabajador se convierte en un simple resorte de la máquina, del que sólo se exige una operación mecánica, monótona, de fácil aprendizaje. Por eso, los gastos que supone un obrero se reducen, sobre poco más o menos, al mínimo de lo que necesita para vivir y para perpetuar su raza. [...] No son sólo siervos de la burguesía y del Estado burgués, sino que están todos los días y a todas horas bajo el yugo esclavizador de la máquina, del contramaestre, y sobre todo, del industrial burgués dueño de la fábrica. Y este despotismo es tanto más mezquino, más execrable, más indignante, cuanta mayor es la franqueza con que proclama que no tiene otro fin que el lucro. [...] Son todos, hombres, mujeres y niños, meros instrumentos de trabajo, entre los cuales no hay más diferencia que la del coste.
Karl Marx y Friedrich Engels, Manifiesto del Partido Comunista: Burgueses y proletarios

#### Las relaciones de producción
Cualquiera que sea el carácter de la conciencia de una persona, su existencia social está condicionada por sus relaciones con el pueblo y las cosas que facilitan la supervivencia, que depende fundamentalmente de la cooperación con los demás, por lo que la conciencia de una persona está determinada intersubjetivamente —colectivamente—, no subjetivamente —individualmente—, porque el humano es un animal social. En el curso de la historia, para asegurar la supervivencia individual, las sociedades se han organizado en grupos que tienen diferentes relaciones básicas con los medios de producción. Un grupo social —clase— poseía y controlaba los medios de producción, mientras que otra clase social trabajaba los medios de producción; en las relaciones de producción de ese status quo, el objetivo de la clase propietaria era beneficiarse económicamente tanto como fuera posible del trabajo de la clase obrera. Por otra parte, en el curso del desarrollo económico, cada vez que un nuevo tipo de economía desplazaba a un viejo tipo de economía —el feudalismo agrario reemplazado por el mercantilismo, a su vez reemplazado por la Revolución Industrial— el orden económico reorganizado de las clases sociales favorecía a la clase social que controlaba las tecnologías —los medios de producción— que hicieron posible el cambio en las relaciones de producción. Del mismo modo, se produjo un reordenamiento de la naturaleza humana —Gattungswesen— y el sistema de valores de la clase propietaria y de la clase trabajadora, lo que permitió que cada grupo de personas aceptara y funcionara en el status quo reorganizado de las relaciones de producción.
A pesar de la promesa ideológica de la industrialización —que la mecanización de la producción industrial elevaría la masa de los trabajadores de una vida brutal de existencia de subsistencia a un trabajo decente—, la división del trabajo inherente al modo de producción capitalista frustró la naturaleza humana —Gattungswesen— del trabajador, convirtiendo cada individuo, de ser una persona capaz de definir su valor a través de una actividad directa y decidida, en una parte mecanicista de un sistema de producción industrializado. Por otra parte, la mecanización y automatización casi total del sistema de producción industrial permitiría a la clase social capitalista burguesa dominante explotar a la clase obrera en la medida en que el valor obtenido de su trabajo disminuiría la capacidad del trabajador para sobrevivir materialmente . Por lo tanto, cuando la clase obrera proletaria se convierta en una fuerza política suficientemente desarrollada, realizarán una revolución y reorientarán las relaciones de producción a los medios de producción, de un modo de producción capitalista a un modo de producción comunista. En la sociedad comunista resultante, la relación fundamental de los trabajadores con los medios de producción sería igual y no conflictiva, porque no habría distinciones artificiales sobre el valor del trabajo de un trabajador; la humanidad del trabajador —su ser genérico— así respetada, hombres y mujeres no se alienarían.
En la organización socioeconómica comunista, las relaciones de producción operarían el modo de producción y emplearían a cada trabajador según sus capacidades, beneficiando a cada trabajador según sus necesidades. Por lo tanto, cada trabajador podría dirigir su trabajo a un trabajo productivo adecuado a sus propias capacidades innatas, en lugar de ser obligado a un «trabajo» de salario mínimo, destinado a extraer el máximo beneficio del trabajo individual, determinado y dictado bajo el modo de producción capitalista. En la sociedad comunista sin clases y colectivamente gestionada, el intercambio de valor entre el trabajo productivo objetivado de un trabajador y el beneficio de consumo derivado de esa producción no estará determinado ni dirigido a los estrechos intereses de una clase capitalista burguesa, se dirigirá a satisfacer las necesidades de cada productor y consumidor. Aunque la producción se diferencie por el grado de las capacidades de cada trabajador, el propósito del sistema comunista de producción industrial estará determinado por las necesidades colectivas de la sociedad, no por las exigencias de una clase social capitalista que viven a expensas de la mayoría de la sociedad. Bajo la propiedad colectiva de los medios de producción, la relación de cada trabajador con el modo de producción será idéntica y asumirá el carácter que corresponde a los intereses universales de la sociedad comunista. La distribución directa de los frutos del trabajo de cada trabajador, para satisfacer los intereses de la clase obrera —y por lo tanto a los intereses y beneficios propios— constituirá un estado no alienado de las condiciones laborales, que restaura al trabajador el máximo ejercicio y determinación de su naturaleza humana.

### Alienación del trabajador de otros trabajadores (Cosificación)

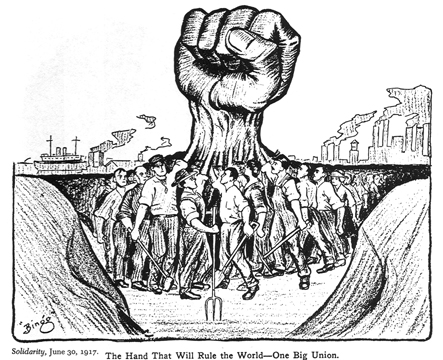
En el capitalismo, los trabajadores compiten por el salario y puestos de trabajo, alienándose de sus intereses económicos mutuos. De ahí el lema: ¡Proletarios de todos los países, uníos!

El capitalismo reduce la actividad productiva a una mercancía comercial que puede ser comercializada en el mercado de trabajo, más que como una actividad socioeconómica constructiva que forma parte del esfuerzo colectivo común realizado para la supervivencia personal y el mejoramiento de la sociedad. En una economía capitalista, los empresarios que poseen los medios de producción establecen un mercado de trabajo competitivo para extraer del trabajador tanto trabajo -valor- como sea posible, en forma de capital. El ordenamiento de las relaciones de producción de la economía capitalista provoca un conflicto social al oprimir al trabajador contra el trabajador, en una competencia por 《salarios más altos》, alejándolos así de sus intereses económicos mutuos; el efecto es una falsa conciencia, que es una forma de control ideológico ejercida por la burguesía capitalista a través de su hegemonía cultural. Además, en el modo de producción capitalista, la connivencia filosófica de la religión para justificar las relaciones de producción facilita la realización de la alienación del trabajador de su humanidad; es un papel socioeconómico independiente de que la religión sea «opio del pueblo».

Una mayor división del trabajo permite a un obrero realizar el trabajo de cinco, diez o veinte; aumenta, por tanto, la competencia entre los obreros en cinco, diez o veinte veces. Los obreros no sólo compiten entre sí vendiéndose unos más barato que otros, sino que compiten también cuando uno solo realiza el trabajo de cinco, diez o veinte; y la división del trabajo, implantada y constantemente reforzada por el capital, obliga a los obreros a hacerse esta clase de competencia.
[...]
Por tanto, a medida que el trabajo va haciéndose más desagradable, más repelente, aumenta la competencia y disminuye el salario. El obrero se esfuerza por sacar a flote el volumen de su salario trabajando más; ya sea trabajando más horas al día o produciendo más en cada hora. Es decir, que, acuciado por la necesidad, acentúa todavía más los fatales efectos de la división del trabajo. El resultado es que, cuanto más trabaja, menos jornal gana; por la sencilla razón de que en la misma medida hace la competencia a sus compañeros, y convierte a éstos, por consiguiente, en otros tantos competidores suyos, que se ofrecen al patrono en condiciones tan malas como él; es decir, porque, en última instancia, se hace la competencia a sí mismo, en cuanto miembro de la clase obrera.
Karl Marx (1849) Trabajo asalariado y capital

Para Marx y Engels, la clase obrera industrial es la única que, por su imposibilidad de una adquisición privada, puede superar la contradicción sin salida mediante abolición de la propiedad privada burguesa tomando conciencia de clase y organizándose en revolución proletaria, estableciendo así un nuevo modo de producción post-capitalista llamado "comunismo", una sociedad sin clases sociales, y por lo tanto, sin dinero, Estado, propiedad privada. De ahí el lema: ¡Proletarios de todos los países, uníos!

## Trabajo no alienado
Si el trabajo alienado consiste principalmente en la apropiación del producto creado por el trabajador bajo la propiedad privada burguesa, el cual le genera desdicha e infelicidad, en el capitalismo el trabajo es para el proletariado «una alienación de la vida, pues se trabaja para vivir», es decir, «mi trabajo no es mi vida».  Marx expresa en su obra Notas sobre James Mill (1844) cómo en una sociedad comunista el trabajo sería una «manifestación libre de la vida» y, por tanto, «un disfrute de la vida».

Supongamos que hemos realizado la producción como seres humanos. Cada uno de nosotros se habría afirmado de dos maneras a sí mismo y a la otra persona. 1) En mi producción habría objetivado mi individualidad, su carácter específico, y por lo tanto disfruté no solo de una manifestación individual de mi vida durante la actividad, sino también al mirar el objeto tendría el placer individual de saber que mi personalidad es objetivo, visible para los sentidos y, por tanto, un poder fuera de toda duda. 2) En su disfrute o uso de mi producto tendría el disfrute directo tanto de ser consciente de haber satisfecho una necesidad humana con mi trabajo, es decir, de haber objetivado la naturaleza esencial del hombre, como de haber creado así un objeto correspondiente a la necesidad de la naturaleza esencial de otro hombre. 3) Yo hubiera sido para ti el mediador entre tú y la especie, y por lo tanto sería reconocido y sentido por ti mismo como una culminación de tu propia naturaleza esencial y como una parte necesaria de ti mismo, y en consecuencia sabría que yo mismo estoy confirmado. tanto en tu pensamiento como en tu amor. 4) En la expresión individual de mi vida habría creado directamente tu expresión de tu vida y, por tanto, en mi actividad individual habría confirmado y realizado directamente mi verdadera naturaleza, mi naturaleza humana, mi naturaleza comunitaria.
Karl Marx (1844) Notas sobre James Mill

Para Engels, la conexión entre la libertad del individuo y la regularidad de los procesos históricos solo puede entenderse dialécticamente. Como expresa en el Anti-Dühring: "la libertad es la comprensión de la necesidad". Por eso la libertad empieza cuando el trabajo deja de ser necesario.

De hecho, el reino de la libertad sólo comienza allí donde cesa el trabajo determinado por la necesidad y la adecuación a finalidades exteriores; con arreglo a la naturaleza de las cosas, por consiguiente, está más allá de la esfera de la producción material propiamente dicha. [...] La libertad en este terreno sólo puede consistir en que el hombre socializado, los productores asociados, regulen racionalmente ese metabolismo suyo con la naturaleza poniéndolo bajo su control colectivo, en vez de ser dominados por él como or un poder ciego, que lo lleven a cabo con el mínimo empleo de fuerzas y bajo las condiciones más dignas y adecuadas a su naturaleza humana. Pero éste siempre sigue siendo un reino de la necesidad. Allende el mismo empieza el desarrollo de las fuerzas humanas, considerado como un fin en sí mismo, el verdadero reino de la libertad, que sin embargo sólo puede florecer sobre aquel reino de la necesidad como su base. La reducción de la jornada laboral es la condición básica.
Karl Marx (1894) El capital, tomo III, cap. 48, La formula trinitaria»

En La riqueza de las naciones, Adam Smith entendía que "el trabajo de un hombre en un estadio rudo de la sociedad, es generalmente el trabajo de varios en uno más adelantado", pero en la sociedad moderna con división del trabajo "el agricultor es sólo agricultor y el industrial sólo industrial". Similarmente, Marx y Engels expresaron en La ideología alemana (1845):

En efecto, a partir del momento en que comienza a dividirse el trabajo, cada cual se mueve en un determinado círculo exclusivo de actividades, que le viene impuesto y del que no puede salirse; el hombre es cazador, pescador, pastor o crítico crítico, y no tiene más remedio que seguirlo siendo, si no quiere verse privado de los medios de vida; al paso que en la sociedad comunista, donde cada individuo no tiene acotado un círculo exclusivo de actividades, sino que puede desarrollar sus aptitudes en la rama que mejor le parezca, la sociedad se encarga de regular la producción general, con lo que hace cabalmente posible que yo pueda dedicarme hoy a esto y mañana a aquello, que pueda por la mañana cazar, por la tarde pescar y por la noche apacentar el ganado, y después de comer, si me place, dedicarme a criticar, sin necesidad de ser exclusivamente cazador, pescador, pastor o crítico, según los casos.
K. Marx y F. Engels (1845) La ideología alemana, Capítulo 1, Parte II, 4. La división social del trabajo y sus consecuencias: la propiedad privada, el Estado, la «enajenación» de la actividad social

Por estas razones, Marx entiende el comunismo no solo como un sistema socioeconómico, sino también como un proyecto de liberación y superación "positiva" de la humanidad.

El comunismo como superación positiva de la propiedad privada en cuanto autoextrañamiento del hombre, y por ello como apropiación real de la esencia humana por y para el hombre; por ello como retorno del hombre para sí en cuanto hombre social, es decir, humano; retorno pleno, consciente y efectuado dentro de toda la riqueza de la evolución humana hasta el presente. Este comunismo es, como completo naturalismo = humanismo, como completo humanismo = naturalismo; es la verdadera solución del conflicto entre el hombre y la naturaleza, entre el hombre y el hombre, la solución definitiva del litigio entre existencia y esencia, entre objetivación y autoafirmación, entre libertad y necesidad, entre individuo y género. Es el enigma resuelto de la historia y sabe que es la solución.
Karl Marx, Manuscritos económicos y filosóficos, Tercer Manuscrito: II. Propiedad privada y comunismo

Marx supone que la abolición de una sociedad basada en el mercado por una sociedad democrática "que esté completamente planificada acabaría con la alienación del trabajo. Esto ha dado a una largo debate sobre la posibilidad del cálculo económico en el socialismo.

## Falsa conciencia
En el lenguaje de los autores vinculados con la sociología marxista, se denomina falsa conciencia a las concepciones e ideas de los individuos que no corresponden –o directamente entran en contradicción– con sus condiciones materiales de existencia. Esto, además de no ofrecer una visión fiable de la realidad, dificulta conocer la verdad.
Karl Marx –quien en realidad jamás utilizó el término «falsa conciencia» en su obra– enfatizó que los mecanismos ideológicos son parte del funcionamiento de una sociedad de clases, ya que contribuyen a ocultar a sus miembros cuáles serían sus «verdaderos» intereses. Frente a este papel mistificador de las formas mentales de las clases dominantes (que se imponen como «sentido común») fue que afirmó que «es el ser social el que determina la conciencia, no la conciencia la que determina el ser social». Con esta afirmación Marx buscaba desnudar la relación que existe entre las formas sociales de vida –es decir, las relaciones de clase– y sus formas mentales y culturales –la «conciencia»–.
Friedrich Engels utilizó el término "conciencia falsa" en una carta de 1893 a Franz Mehring para abordar el escenario en el que una clase subordinada encarna voluntariamente la ideología de la clase dominante. Engels califica esta conciencia de "falsa" porque la clase se está afirmando hacia metas que no la benefician. La "conciencia", en este contexto, refleja la capacidad de una clase para identificar políticamente y hacer valer su voluntad. La clase subordinada es consciente: juega un papel importante en la sociedad y puede hacer valer su voluntad por estar suficientemente unificada en ideas y acciones.
El fenómeno de la falsa conciencia como un producto de la alienación. Si la actividad social de los individuos es alienada (no se corresponde con sus necesidades y deseos), la conciencia de estos individuos también lo será. La falsa conciencia de los trabajadores asalariados, entonces, se explica por su existencia social como clase dominada.

## Aspectos filosóficos

### Influencias de otros filósofos

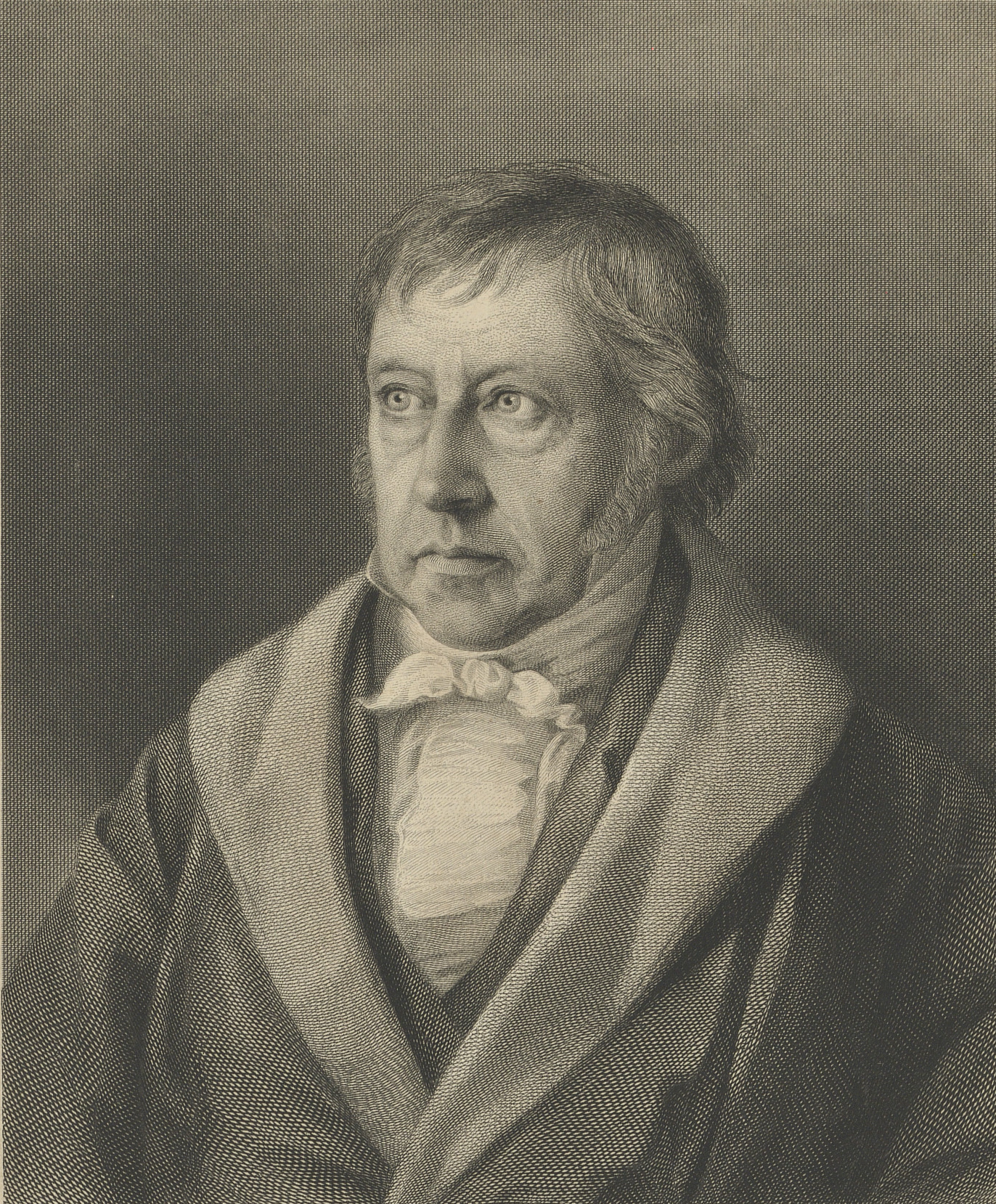
El filósofo Georg Friedrich Wilhelm Hegel (1770-1831) postuló el idealismo. Marx contrastará con su materialismo dialéctico.

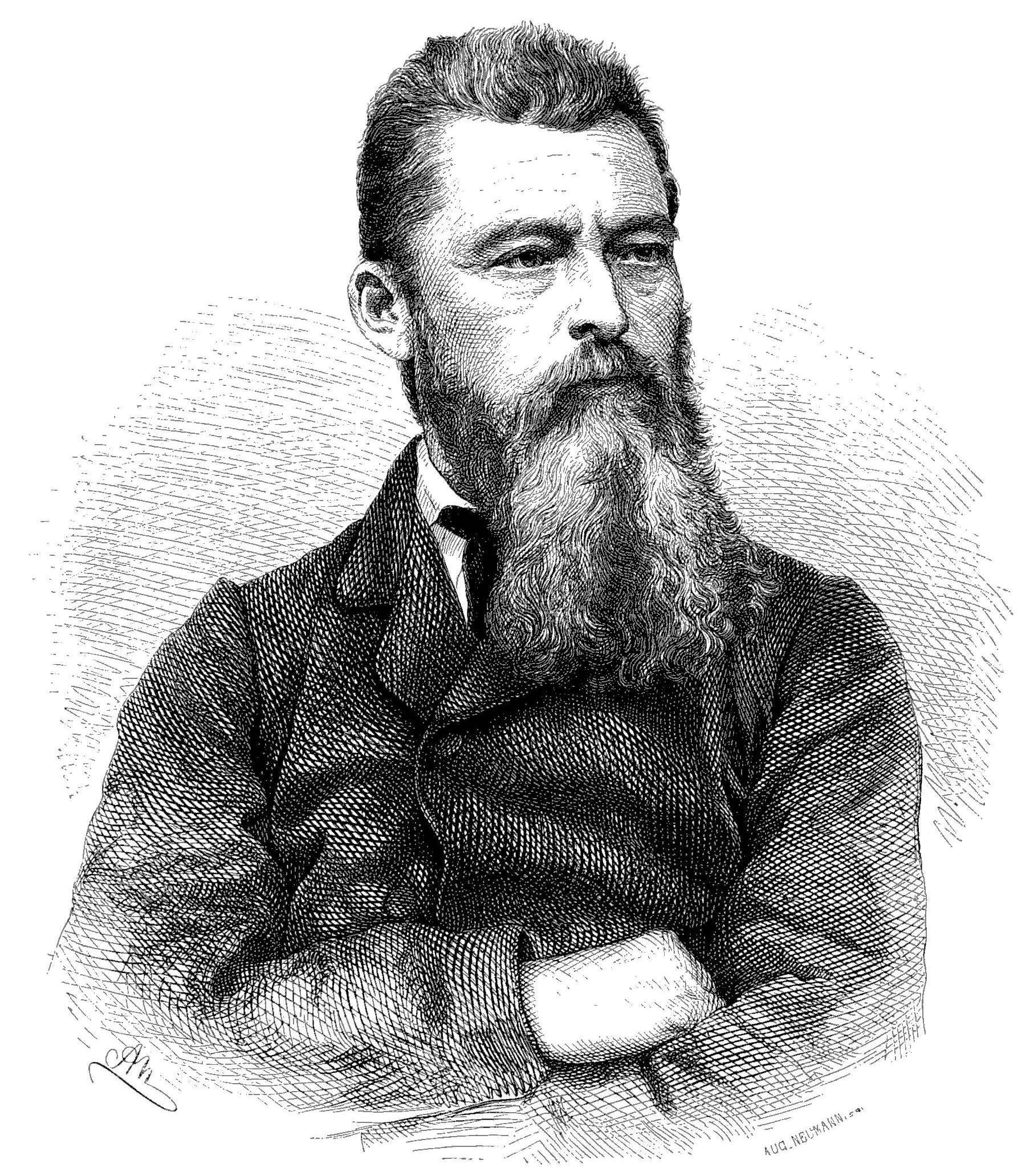
El filósofo Ludwig Feuerbach (1804-1872) analizó la religión desde una perspectiva psicológica en La esencia del cristianismo (1841). De acuerdo con Feuerbach, divinidad es una proyección humana de su propia naturaleza.

En la teoría marxista, la alienación es una proposición fundamental sobre el progreso del hombre hacia la autorrealización. En el Oxford Companion to Philosophy (2005), Ted Honderich describió las influencias de Georg Wilhelm Friedrich Hegel y Ludwig Feuerbach en Karl Marx:

Para Hegel, la conciencia infeliz está separada contra sí misma, separada de su «esencia», que ha colocado en un «más allá».

Es usado por los filósofos Hegel y Marx el verbo entäussern —separarse de uno mismo— y entfremden —volverse extraño— para indicar que el término alienación hace referencia a un autoalienación. Por lo tanto, la alienación es una falta de autoestima, la ausencia de sentido en la vida de uno, consecuente a ser coaccionado para llevar una vida sin oportunidad de autorrealización.
En Fenomenología del espíritu (1807), Hegel describió las etapas en el desarrollo del Geist o espíritu humano, por el cual los hombres y las mujeres progresan de la ignorancia al conocimiento del yo y del mundo. Karl Marx afirmó que los polos del idealismo —ignorancia espiritual y autocomprensión— pueden ser reemplazados por categorías materialistas, por lo que la ignorancia espiritual se convierte en alienación y autocomprensión se convierte en la realización del ser humano de su Gattungswesen —naturaleza humana—.

#### Alienación y la teoría de la historia
En la Parte I: Feuerbach - Oposición de la Perspectiva Materialista e Idealista de La ideología alemana, Karl Marx dijo que: 

Las cosas han llegado a tal punto que los individuos deben apropiarse de la totalidad existente de las fuerzas productivas, no sólo Para lograr la autoactividad, sino también, simplemente, para salvaguardar su propia existencia.

Que los seres humanos necesitan psicológicamente las actividades de la vida que conducen a su autorrealización como personas sigue siendo una consideración de relevancia histórica secundaria, porque el modo de producción capitalista en algún momento explotará y empobrecerá al proletariado hasta obligarlos a la revolución social para sobrevivir. Sin embargo, la alienación social sigue siendo una preocupación práctica, especialmente entre los filósofos contemporáneos del humanismo marxista; en The Marxist-Humanist Theory of State-Capitalism (1992), Raya Dunayevskaya discute y describe la existencia del deseo de autoactividad y autorrealización entre los trabajadores asalariados que luchan por lograr el nivel elemental de objetivos de la vida material en una economía capitalista.

#### Alienación y las clases sociales
En el capítulo 4 de La Sagrada Familia (1845), Marx dice que capitalistas y proletariado son igualmente alienados, pero que algunas clases sociales experimenta la alienación en una formas diferentes:

La clase poseedora y la clase proletaria presentan el mismo estado de desposesión. Pero la primera se complace en su situación, se siente establecida en ella sólidamente, sabe que la alienación discutida constituye su propio poder y posee así la apariencia de una existencia humana; la segunda, por el contrario, se siente aniquilada en esta pérdida de su esencia, y ve en ella su impotencia y la realidad de una vida inhumana. Ella se encuentra, para emplear una expresión de Hegel, en el rebajamiento en rebelión contra ese rebajamiento, rebelión a la cual es empujada, necesariamente, por la contradicción que existe entre su naturaleza humana y su situación, que constituye la negación franca, neta y absoluta de esa naturaleza. En el marco de la antinomia, los propietarios privados forman, pues, el partido conservador y los proletarios, el partido destructor. Los primeros trabajan para mantener la antinomia, los segundos, para aniquilarla.
K. Marx y F. Engels (1845) La Sagrada Familia, Capítulo IV. Proudhon, Segunda nota marginal crítica.

David Harvey en Diecisiete contradicciones y el fin del capitalismo (2014) anuncia el fenómeno de la "nueva alienación" como una contradicción que desarrolla en sistema capitalista actual. "En estos días, no son solo los desposeídos los que se están rebelando, sino también los que tienen, al menos en países como Brasil y Turquía, donde las clases medias urbanas y educadas rechazan los regímenes de los que se han beneficiado materialmente". Estas clases rechazan "el consumismo compensatorio", a "ser comprados con bienes materiales", lo cual "limita y encarcela en lugar de liberar los horizontes de la realización personal".

#### Herbert Marcuse
Entre los autores inspirados por Marx, que efectúan ese análisis, destaca, por ejemplo, Herbert Marcuse. Según Marcuse, además de la alienación dada en el ámbito laboral (económica), considerada para Marx única enajenación real, la alienación se da en la sociedad (a través de la lucha de clases), en la política (con el Estado), en la ideología (con la filosofía) y en la religión (que es el "opio del pueblo").
Todas ellas forman parte de una superestructura determinada por las condiciones materiales de las relaciones de producción o una infraestructura social y económica. En la visión marxista, el Estado es un conjunto de "aparatos" al servicio de la clase dominante y la ideología dominante es una forma de ver el mundo que justifica los intereses de los explotadores como "leyes eternas".
Marcuse señaló que la idea de un nuevo tipo de hombre como miembro (aunque no como constructor) de una sociedad socialista aparece en Marx y Engels en el concepto de "individuo completo", libre para participar en las actividades más variadas que reemplazaría al sometimiento del individuo a la división del trabajo. Estas actividades perderán la calidad de la libertad si se ejercen "en masa" porque incluso la sociedad socialista más auténtica haría heredar el crecimiento de la población y la base masiva del capitalismo avanzado.

El primer ejemplo marxista de los individuos libres alternando entre cazar, pescar, criticar, etc. Tenía un sonido bromista-irónico desde el principio, indicativo de la imposibilidad de anticipar las formas en que los seres humanos liberados usarían su libertad. Sin embargo, el sonido vergonzosamente ridículo también puede indicar el grado en que esta visión se ha vuelto obsoleta y pertenece a una etapa del desarrollo de las fuerzas productivas que ha sido superada. El concepto marxista posterior implica la separación continua entre el reino de la necesidad y el reino de la libertad, entre el trabajo y el ocio, no solo en el tiempo, sino también de tal manera que el mismo sujeto vive una vida diferente en los dos reinos. Según esta concepción marxista, el reino de la necesidad continuaría bajo el socialismo hasta tal punto que la libertad humana real prevalecería sólo fuera de toda la esfera del trabajo socialmente necesario.

La alienación se reduciría con la reducción progresiva de la jornada laboral, pero ésta quedaría como un día de falta de libertad, racional pero no libre. Sin embargo, el desarrollo de las fuerzas productivas más allá de su organización capitalista sugiere la posibilidad de libertad dentro del ámbito de la necesidad. La reducción cuantitativa del trabajo necesario podría convertirse en calidad (libertad), no en proporción a la reducción sino a la transformación de la jornada laboral, una transformación en la que se abolirían los trabajos estupefacientes, enervantes, pseudo-automáticos del progreso capitalista. Pero la construcción de tal sociedad presupone un tipo de hombre con diferente sensibilidad y conciencia: hombres que hablarían un idioma diferente, tendrían diferentes gestos, seguirían diferentes impulsos; hombres que han desarrollado una barrera instintiva contra la crueldad, la brutalidad y la fealdad. Tal transformación instintiva es concebible como un factor de cambio social sólo si entra en la división social del trabajo, las propias relaciones de producción.
Herbert Marcuse (1969) Un ensayo sobre la liberación